# إسماعيل شريفات
اسماعيل شريفات (بالفارسية: اسماعیل شریفات)؛ (من مواليد 7 سبتمبر 1988) هو لاعب كرة قدم إيراني، يلعب في نادي ألمنيوم أراك في دوري المحترفين الإيراني.

## روابط خارجية
إسماعيل شريفات على موقع قاعدة بيانات كرة القدم.إي يو (الإنجليزية)